# Chiesa di San Cresci
La chiesa di San Cresci è la chiesa parrocchiale della frazione San Cresci del comune di Campi Bisenzio, anche se parte del suo territorio ecclesiastico è compresa nel comune di Signa.

## Storia e descrizione
Sebbene la chiesa sia di antichissima origine, un documento la testimonia già nell'anno 866, oggi non resta praticamente nulla di questo lungo passato: all'inizio del XX secolo, trovandosi l'edificio in stato di notevole degrado, fu tentato un disperato restauro ma fu ben presto interrotto per alcuni crolli e difficoltà tecniche insuperabili e pertanto fu decisa la ricostruzione ex novo della chiesa.
La nuova chiesa fu costruita in posizione trasversale rispetto all'antica e fu inaugurata il 17 agosto 1911; del vecchio edificio, essa conserva solo pochi ricordi e di non eccelso valore artistico, salvo un calice di rame del XV secolo.
Dietro l'altare si trova una delle rare opere del pittore campigiano Domenico Masuoli, raffigurante la Madonna col Bambino tra i santi Lorenzo e Cresci, firmata e datata 1627.